# Johann Christoph Pezel
Johann Christoph Pezel est un compositeur allemand, né à Glatz en royaume de Bohême le 5 décembre 1639 et mort à Bautzen le 13 octobre 1694.

## Biographie
Originaire de Silésie, il a probablement fait ses études au collège de Bautzen. Il joue dans la fanfare municipale de plusieurs villes d'Allemagne. Pendant la plus grande partie de sa carrière, il est Ratmusiker, « musicien de la ville », une position enviée. Il finit en 1669 par être promu au rang de Stadtpfeifer, « joueur de fifre ». Il est alors tenu de jouer lors de toutes les cérémonies officielles, ainsi que dans les fêtes civiles et religieuses. Le Stadtpfeifer doit être un excellent musicien, capable de jouer non seulement de tous les cuivres, mais aussi d'instruments à cordes.

## Œuvre
- 1669 : Musika Vespertina Lipsica (Suites)
- 1670 : Hora decima musicorum Lipsiensium (Sonates)
- 1672 : Schöne, lustige und anmuthige neue Arien
- 1675 : Bicinia variorum instrumentorum
- 1678 : Delitiae musicales
- 1685 : Fünfstimmige blasende Music (Sonates)
- 1686 : Opus musicum sonatarum praestantissimarum a 6 instrumentis instructum. 25 Sonates (pub. Francfort)

Chaque sonate est nommée dans l'ordre alphabétique de noms féminins : Abella, Baccha, Cadmea, Dejenira… Xantippea, Yvana, Zacchantea. Pour cette raison, l'œuvre est aussi titrée Sonates de l'alphabet. La progression tonale du recueil se fait par quinte à partir du sol, pour les douze premières sonates et se reproduit pour les douze de la seconde partie. La vingt-cinquième sonate, la plus longue de toutes les pièces (448 mesures), est une ciaconia en si  (composée deux thèmes de 24 mesures), chaconne que l'on trouve en conclusion d'autres cycles de l'époque, notamment chez Schmelzer, Biber, Bertali et Rosenmüller. La ciaconia de Pezel est l'une des plus complexes après celle des Sonates du Rosaire de Biber (1678) et avant Bach (Passacaille, BWV 582 pour orgue et la Partita, BWV 1004 pour violon seul).